# Proasellus anophtalmus
Proasellus anophtalmus là một loài chân đều trong họ Asellidae. Loài này được Karaman miêu tả khoa học năm 1934.